# Heteropsyllus minutus
Heteropsyllus minutus är en kräftdjursart som beskrevs av Wells 1965. Heteropsyllus minutus ingår i släktet Heteropsyllus och familjen Canthocamptidae. Inga underarter finns listade i Catalogue of Life.